# Grünband-Sonnennymphe

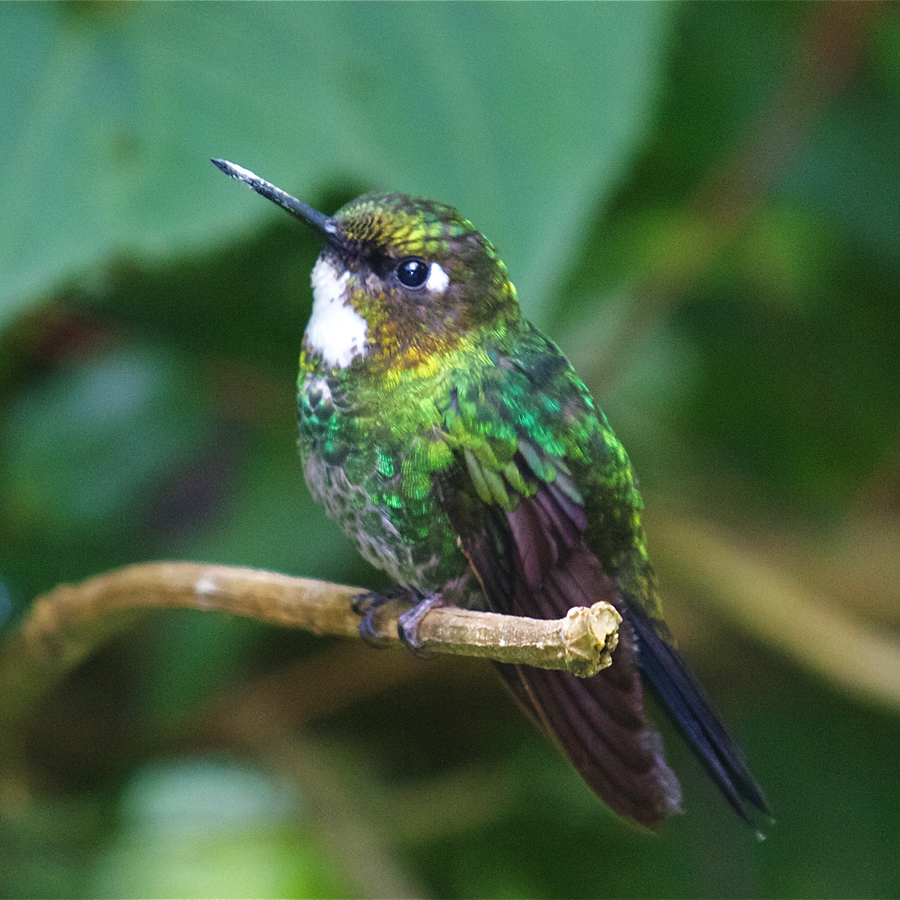
Weibchen der Grünband-Sonnennymphe (Heliangelus exortis)

Die Grünband-Sonnennymphe (Heliangelus exortis) oder Turmalin-Sonnennymphe ist eine Vogelart aus der Familie der Kolibris (Trochilidae). Die Art hat ein großes Verbreitungsgebiet, das etwa 64.000 Quadratkilometer in den südamerikanischen Ländern Kolumbien und Ecuador umfasst. Der Bestand wird von der IUCN als „nicht gefährdet“ (least concern) eingestuft.

## Merkmale
Die Grünband-Sonnennymphe erreicht eine Körperlänge von etwa 8,5 bis 10,2 Zentimetern. Der gerade, schwarze Schnabel wird etwa 15 Millimeter lang. Die gesamte Oberseite des Männchens ist glänzend grün. Die Stirn hebt sich hiervon farblich durch ein schimmerndes grün ab. Postokular (hinter den Augen) hat der Kolibri einen eher unauffälligen weißen Tupfen. Das Kinn ist glitzernd violettblau und wird zum unteren Hals hin rosa-violett. Der Bauch ist grau und wird Richtung Untersteiß (Crissum) weiß. Der relativ lange gegabelte Schwanz ist überwiegend schwarzblau. Die inneren Steuerfedern sind bronzegrün. Das Weibchen variiert etwas in der Farbe. Die Oberseite gleicht dem des Männchens. Einige der Weibchen haben eine kontrastreiche weiße Kehle. Andere wiederum haben farblich ähnliche Kehlen wie das Männchen. Der Rest der Unterseite ist ein Mix aus dunklem Weiß und Grün. Der Schwanz ähnelt dem des Männchens sehr. Dabei fällt er etwas kürzer aus und ist nicht so stark gegabelt.

## Habitat

Verbreitungsgebiet der Grünband-Sonnennymphe

Man sieht die Grünband-Sonnennymphe vorwiegend an feuchten bis nassen Waldrändern, buschigen Waldlichtungen, gestrüppartigem Weideland und Hecken. Sie ist in Höhen zwischen 2200 und 3100 Metern präsent.

## Verhalten
Die Grünband-Sonnennymphe bezieht ihre Nahrung hauptsächlich von Blumen. Dabei klammert sie sich temporär fest und spreizt ihre Flügel. Bei der Nahrungssuche bewegt sie sich vorzugsweise in niedrigem Buschwerk. Die Art ist sehr territorial. In Ecuador ist sie häufig in Morona Santiago am Río Palora im Sangay-Nationalpark zu sehen. Außerdem findet man sie in Ecuador an den Osthängen der Anden und in Kolumbien in Putumayo.

## Unterarten
Im Moment sind keine Unterarten der Grünband-Sonnennymphe bekannt. Die Art gilt somit als monotypisch.

## Etymologie und Forschungsgeschichte
Louis Fraser beschrieb die Grünband-Sonnennymphe unter dem Namen Trochilus exortis. Das Typusexemplar hatte er mit einer Lieferung bestehend aus 18 Bälgen aus Santa Fe de Bogotá bekommen. Als Fundort nannte er Guaduas im Departamento de Cundinamarca in Kolumbien. Später wurde sie der Gattung Heliangelus zugeordnet. Dieser Name leitet sich von den griechischen Wörtern ἥλιος hēlios für „Sonne“ und ἄγγελος ángelos für „Engel, Bote, Gesandter“ ab. Exortis stammt vom lateinischen exortus, exoriri für „Morgengrauen, Osten, aufgehen“ ab.